# District de Keszthely
Le district de Keszthely (en hongrois : Keszthelyi járás) est un des 10 districts du comitat de Zala en Hongrie. Il compte 49 384 habitants et rassemble 30 localités : 28 communes et 2 villes dont Keszthely, son chef-lieu.

## Localités
- Alsópáhok
- Balatongyörök
- Bókaháza
- Cserszegtomaj
- Dióskál
- Egeraracsa
- Esztergályhorváti
- Felsőpáhok
- Gétye
- Gyenesdiás
- Hévíz
- Karmacs
- Keszthely
- Ligetfalva
- Nemesbük
- Rezi
- Sármellék
- Szentgyörgyvár
- Vállus
- Várvölgy
- Vindornyafok
- Vindornyalak
- Vindornyaszőlős
- Vonyarcvashegy
- Zalaapáti
- Zalacsány
- Zalaköveskút
- Zalaszántó
- Zalaszentmárton
- Zalavár